# Сагниц (мыза)
Са́гниц (нем. Schloss Sagnitz), также мы́за Са́нгасте (эст. Sangaste mõis) — рыцарская мыза (имение) остзейского рода Бергов в Эстонии. Расположена на территории уезда Валгамаа, в 9,5 км от железнодорожной станции Сангасте, недалеко от шоссе Тарту—Рига. Согласно историческому административному делению относилась к приходу Сангасте.

## История мызы
Приход Сангасте является одним из старейших церковных приходов Эстонии, который в письменных источниках впервые упоминается в 1272 году как Toyvel.
В средние века в Сангасте располагалась мыза дерптского епископа. Изначально она находилась на холме Кеэни (эст. Keeni linnamägi, впервые упомянут в 1287 году). В последующие столетия была перенесена в место нынешнего расположения. Первое упоминание о замке Сагниц относится к 1520 году. Это был один из последних замков, заложенных рыцарями Ливонского ордена, и в нём опять располагалась резиденция дерптского епископа. В польское время мыза была во владении государства (короля), после установления власти шведов, в 1626 году король Густав II Адольф пожаловал её Кристофу Рэски (Christoph Rasky).
В ходе Ливонской войны, согласно ревизии 1582 года, замок был разрушен.
В 1723 году Пётр I подарил завоёванные земли разрушенного замка майору Головину. В 18-м столетии мыза несколько раз меняла собственников. В 1808 году её приобрёл надворный советник Фридрих фон Берг. Во владении семейства Бергов замок оставался до их репатриации в Германию в 1939 году, земельные наделы мызы были национализированы.

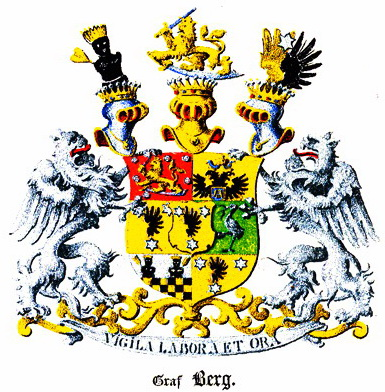
Герб фон Бергов

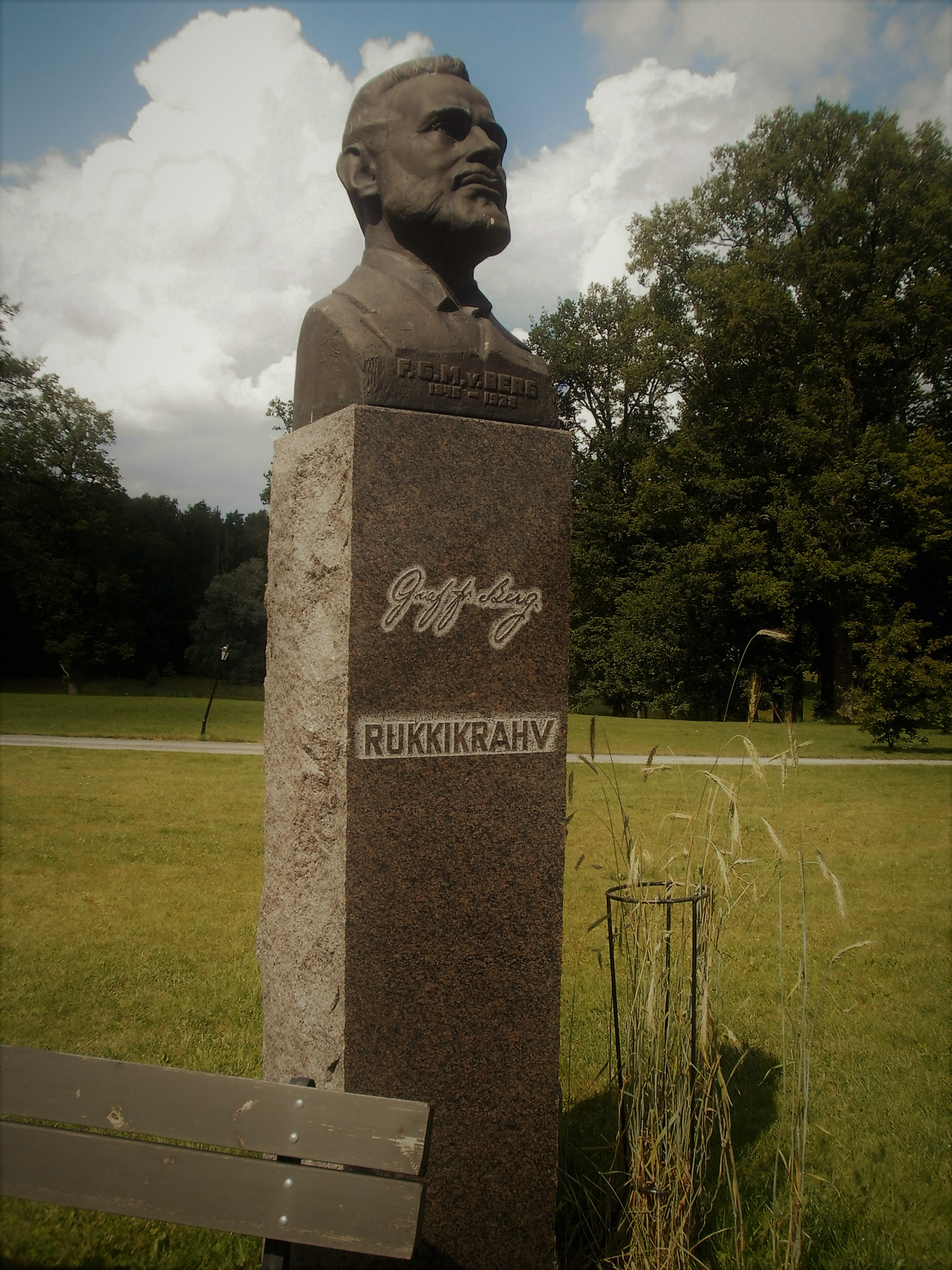
Памятник Ф. Г. фон Бергу в мызном парке

На мызе Сангасте родился один из последних русских фельдмаршалов Фридрих Вильгельм Ремберт фон Берг. Не имея детей, он подарил наследное имение своему брату Густаву.
Последним собственником мызы в 1888–1938 годах был племянник фельдмаршала фон Берга граф Фридрих Георг Магнус фон Берг (Friedrich Georg Magnus von Berg), один из самых выдающихся и образованных балтийско-немецких землевладельцев, агроном, селекционер одного из старейших в мире сортов ржи — sangaste. Именно он привёз в Эстонию коня, ставшего праотцом одной из лучших пород лошадей — тори, и основал самый богатый растительными видами парк в Эстонии. Фридрих Георг Магнус фон Берг был также одним из первых автовладельцев Лифляндии и одним из зачинателей движения автомобилистов в Южной Эстонии.
После Второй мировой войны в мызном замке располагался дом отдыха, затем — пионерский лагерь. Позже он принадлежал Тартускому испытательному заводу пластмассовых изделий. После выхода Эстонии из состава СССР, в 1994 году мыза была сдана в аренду туристической фирме «Realreisid». В то время она была муниципальной собственностью. После административно-территориальной реформы 2017 года мыза перешла в частное владение.
В здании замка работает отель с большими залами. Здесь проводятся семинары, конференции, банкеты, свадьбы. Стоимость аренды всего замка (16 гостиничных номеров на 32 места плюс 18 дополнительных мест) в 2020 году составляла от 2800 до 4800 евро в день в зависимости от времени года и дня недели. Свадебные и иные торжества можно проводить для 150 гостей, в случае крупных мероприятий ночлег возможно представить 110 участникам. В конюшенном комплексе также есть конференц-залы, и работает музей; все его экспонаты можно трогать и пользоваться ими.
Осенью 2023 года замок был выставлен судебным исполнителем на аукцион с первоначальной ценой 2,6 млн евро. Одним из кредиторов является волость Отепя, власти которой надеялись посредством продажи замка вернуть долг в размере 600 тысяч евро от компаний и частных лиц, входящих в круг его владельцев. На аукцион не поступило ни одного предложения.

## Замок Сагниц
Замок Сагниц — главное здание мызы — спроектировал в 1874 году архитектор Отто Густавович Гиппиус. Строительство длилось с 1879 по 1881 (по другим данным 1883) год под руководством строительного мастера Рудольфа Маага (Rudolf Maag).
Замок из красного кирпича с чистым швом и гранитным цоколем в основном двухэтажный, частично также трёх- и четырёхэтажный. Он имеет многочисленные расчленения, угловые башни разной формы и высоты, ризалиты со ступенчатыми щипцами, окна различной формы (многие из них заостренные кверху или щелевидные), карнизы-машикули, ступенчатые пилоны и т. д. Главный вход выделен высокой четырёхугольной башней, с открытыми арками на первом этаже и с зубчатой балюстрадой наверху. На первом этаже этой башни имеется интересный эффект: сказанное шёпотом в одном углу слышно в противоположном углу.
Особенно красив большой зал замка, по высоте занимающий два этажа, где к готике добавлены некоторые элементы «восточного» стиля. Основная часть зала восьмиугольная, её центр освещает расположенная под крышей восьмиугольная люстра-фонарь. В одной из сторон зала есть внутренний балкон. Задний фасад украшают окна с узкими арками, зубчатые фронтоны и башенки. Из зала есть выход в столовую (охотничий зал) и кабинет. Столовая оформлена стеновыми панелями в английском стиле и кассетным потолком с тёмными балками. Помещения замка украшены столярными и штукатурными (стукко) работами высокого уровня. На втором этаже башни находится библиотека, где сохранились оригинальные шкафы с резными узорами; в расположенном перед библиотекой т. н. читальном зале находятся красивые кафельные печи с кобальтовыми рисунками.

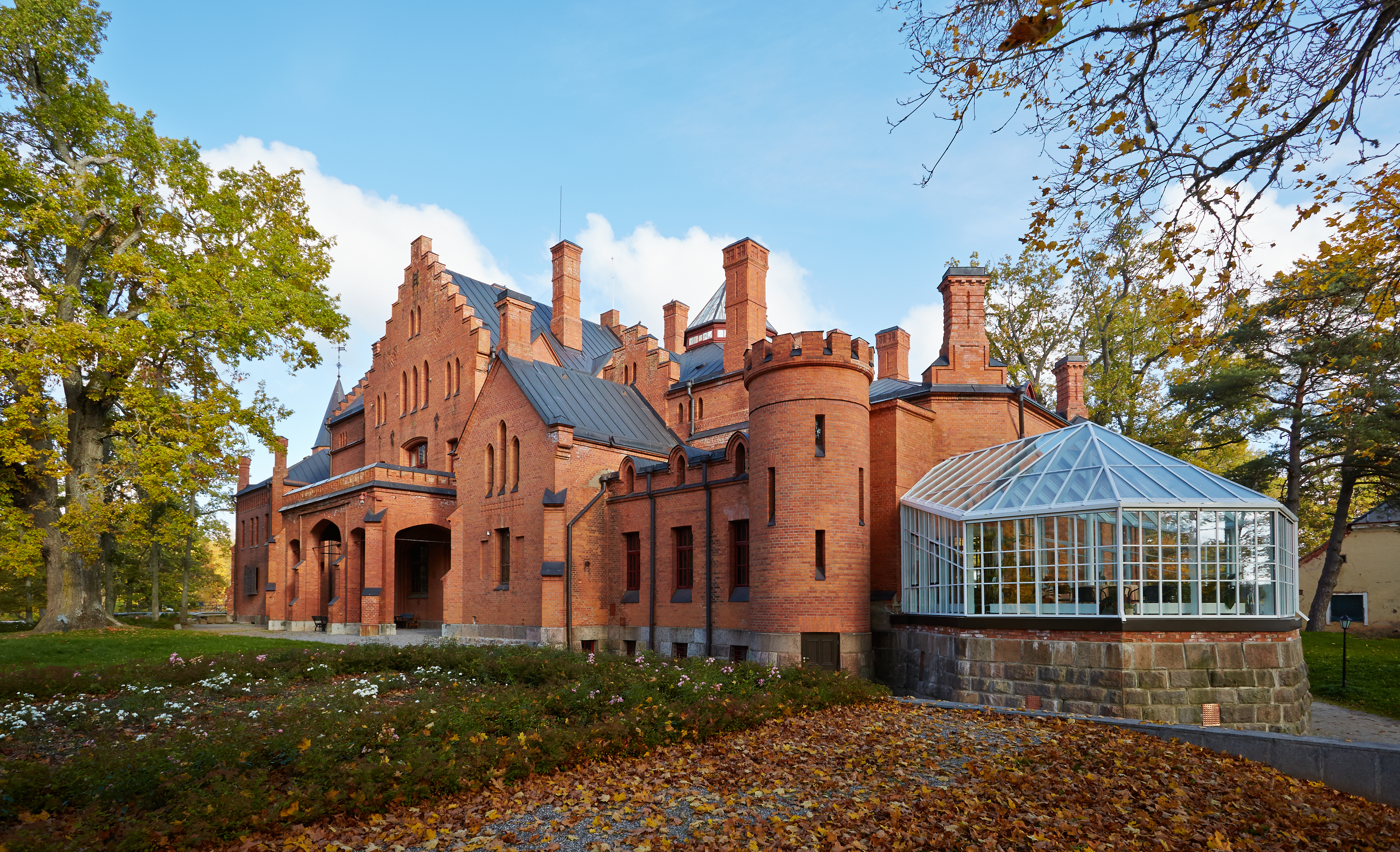
Задний фасад замка
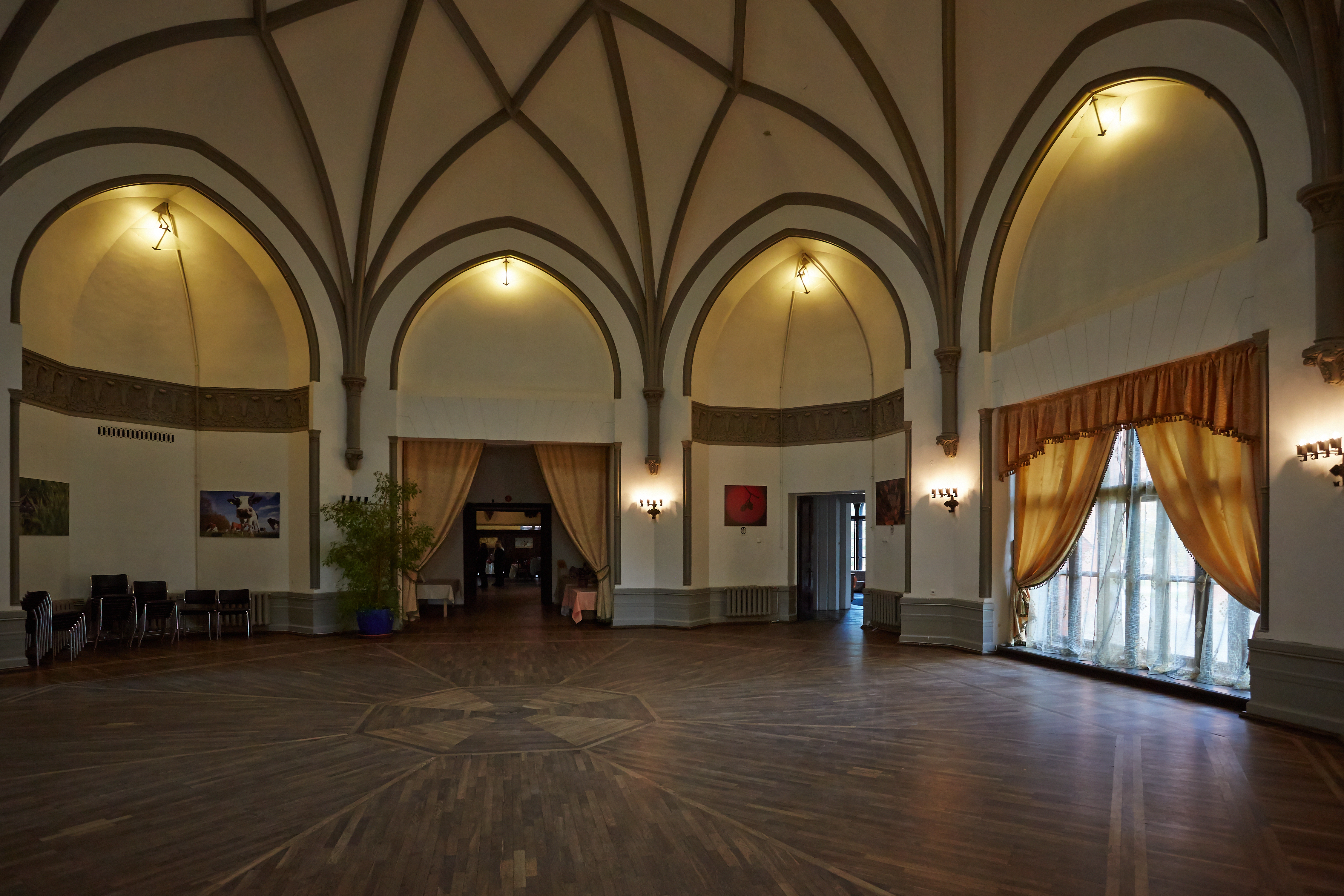
Большой зал
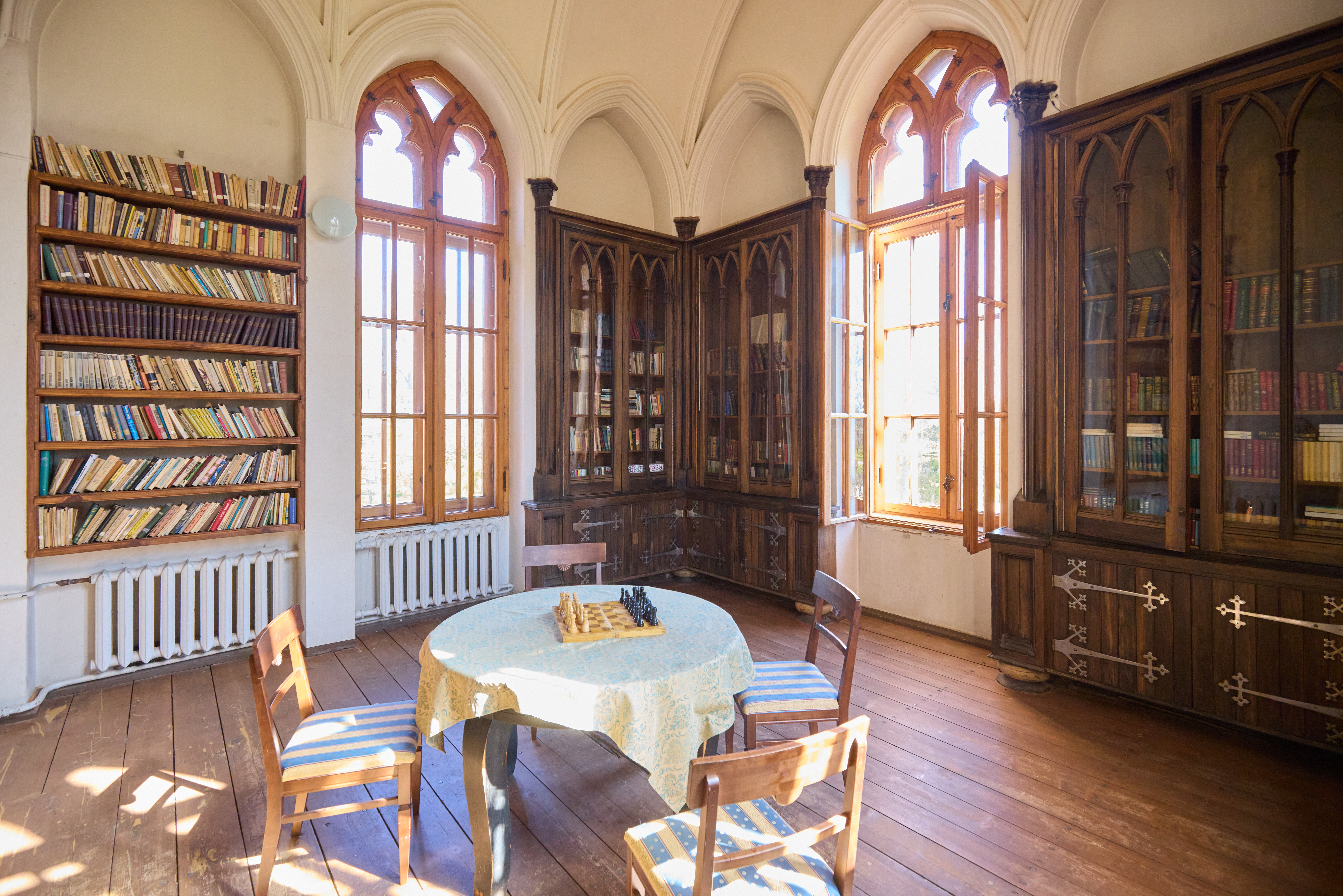
Кабинет
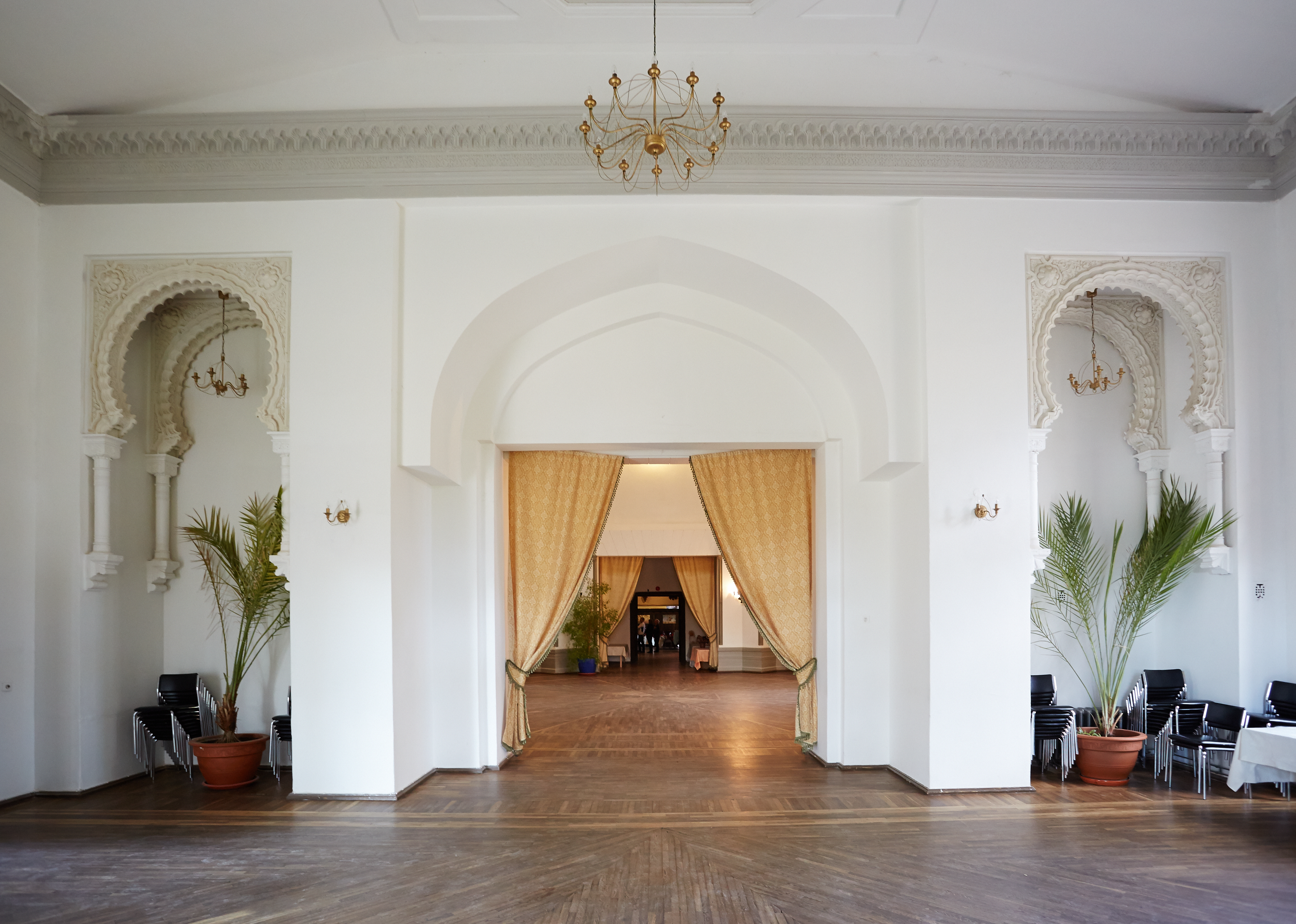
Интерьеры замка
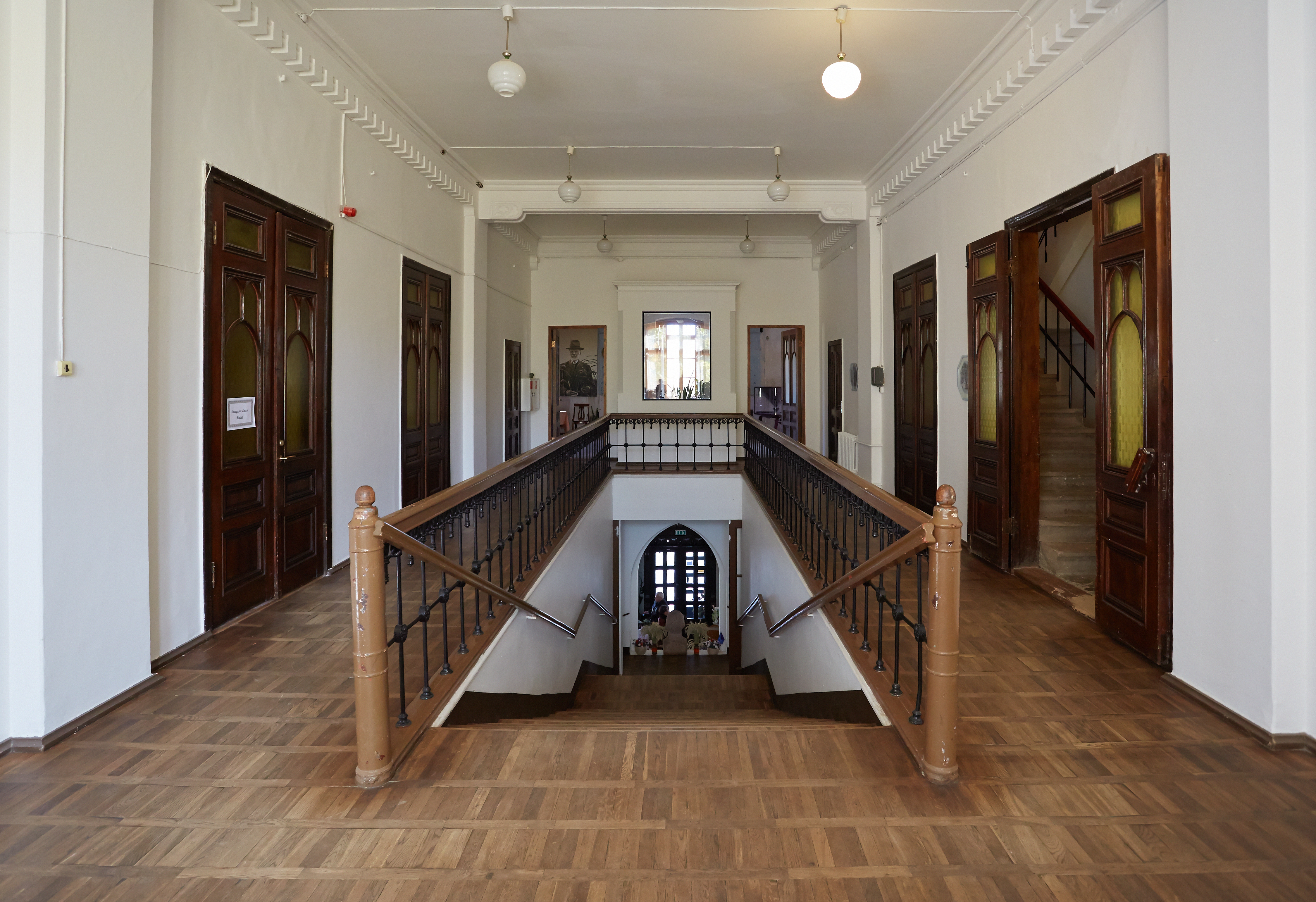
Второй этаж замка

Утверждалось что в замке изначально было 99 комнат, в результате перестроек последнего полустолетия их стало 149. Общая площадь помещений замка составляет 2500 м2.  Замок-особняк окружают парк с аллеями, террасами и сеть из пяти прудов, соединенных между собой ручейками. На территории парка произрастает 28-метровый «дуб Петра» (обхват 540 см), который, согласно преданию, посадил сам Петр I.

## Мызный комплекс
Многие вспомогательные хозяйственные постройки мызы также были выполнены в одном стиле с главным зданием. Самыми представительными из них являются конюшня, напоминающий средневековую крепость, и небольшая водонапорная башня. За замком, на другой стороне пруда, находится богатый растительными видами лесопарк.
В Государственный регистр памятников культуры Эстонии внесены 13 объектов мызного комплекса Сангасте:
- главное здание, при инспектировании 10.07.2019 находилось в удовлетворительном состоянии[7];
- парк, при инспектировании 9.07.2019 находился в удовлетворительном состоянии[13];
- ограда мызы, при инспектировании 13.09.2018 находилась в плохом состоянии[14];
- дорожные ограждения, 10.07.19 в удовлетворительном состоянии[15];
- дом управляющего, при инспектировании 10.07.2019 года находился на реставрации[16];
- амбар, при инспектировании 10.07.2019 находился в плохом состоянии[17];
- каретник-конюшня, при инспектировании 9.07.2019 находилась в хорошем состоянии[18];
- водонапорная башня, при инспектировании 4.02.2020 находилась в плохом состоянии[19];
- хлев, при инспектировании 10.07.2019 года находился в плохом состоянии[20];
- маслобойня, при инспектировании 13.09.2018 находилась в плохом состоянии[21];
- дом садовника, при инспектировании 13.08.2018 находился в плохом состоянии[22];
- домик для садовых инструментов, при инспектировании 27.03.2019 находился в плохом состоянии[23];
- овин, при инспектировании 14.09.2018 находился в аварийном состоянии[24].

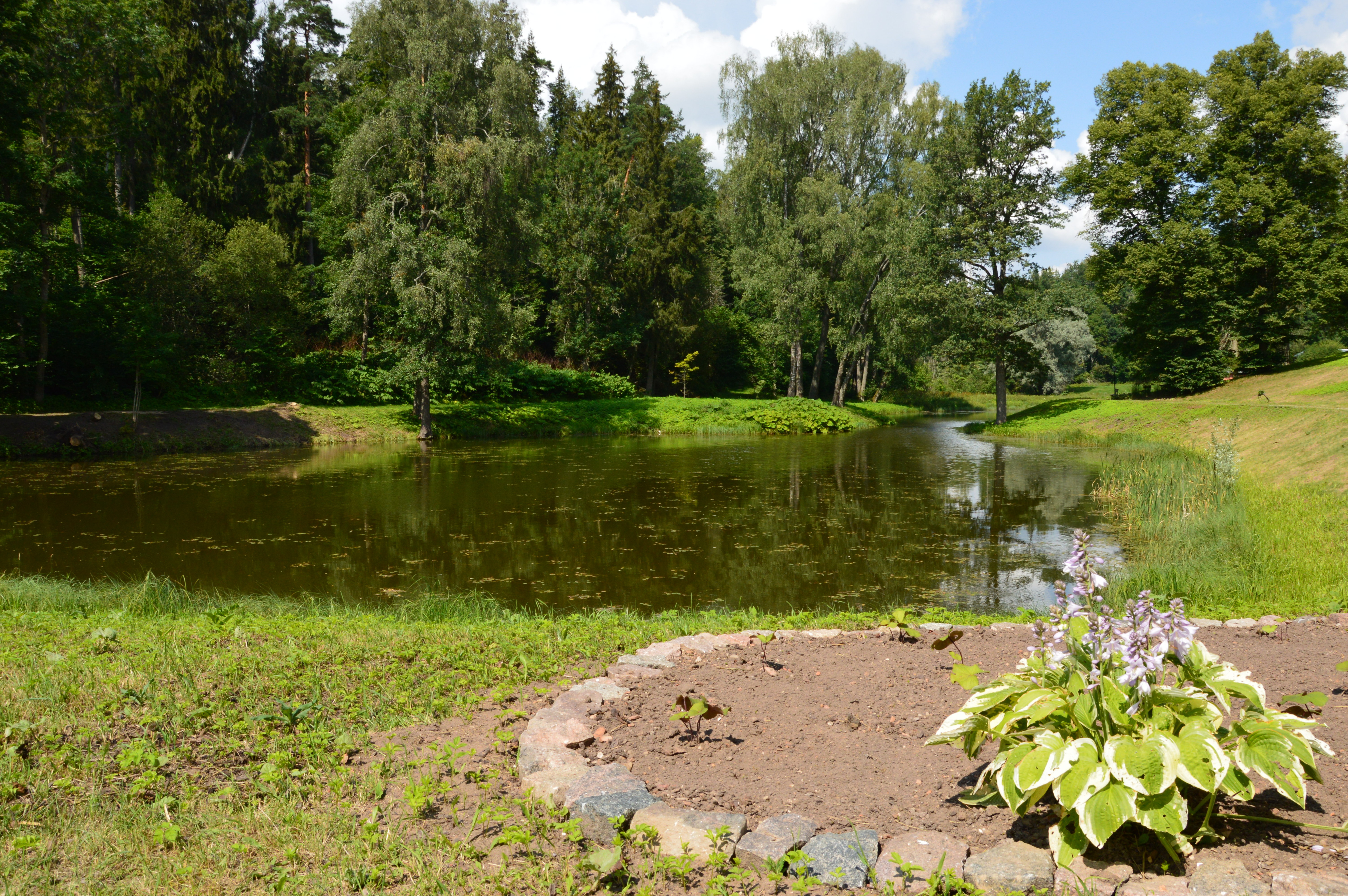
Мызный парк
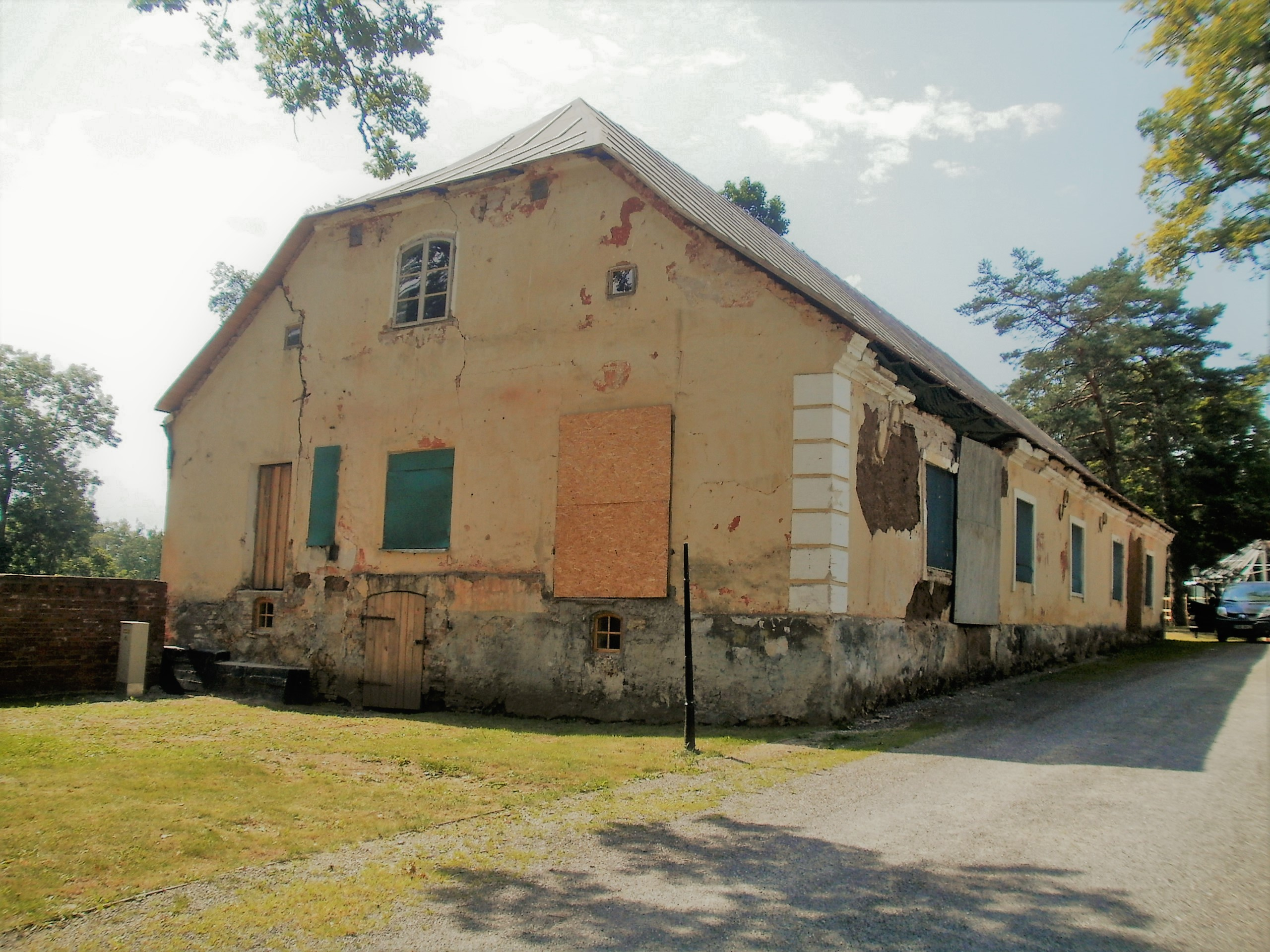
Дом управляющего, вид с северо-востока
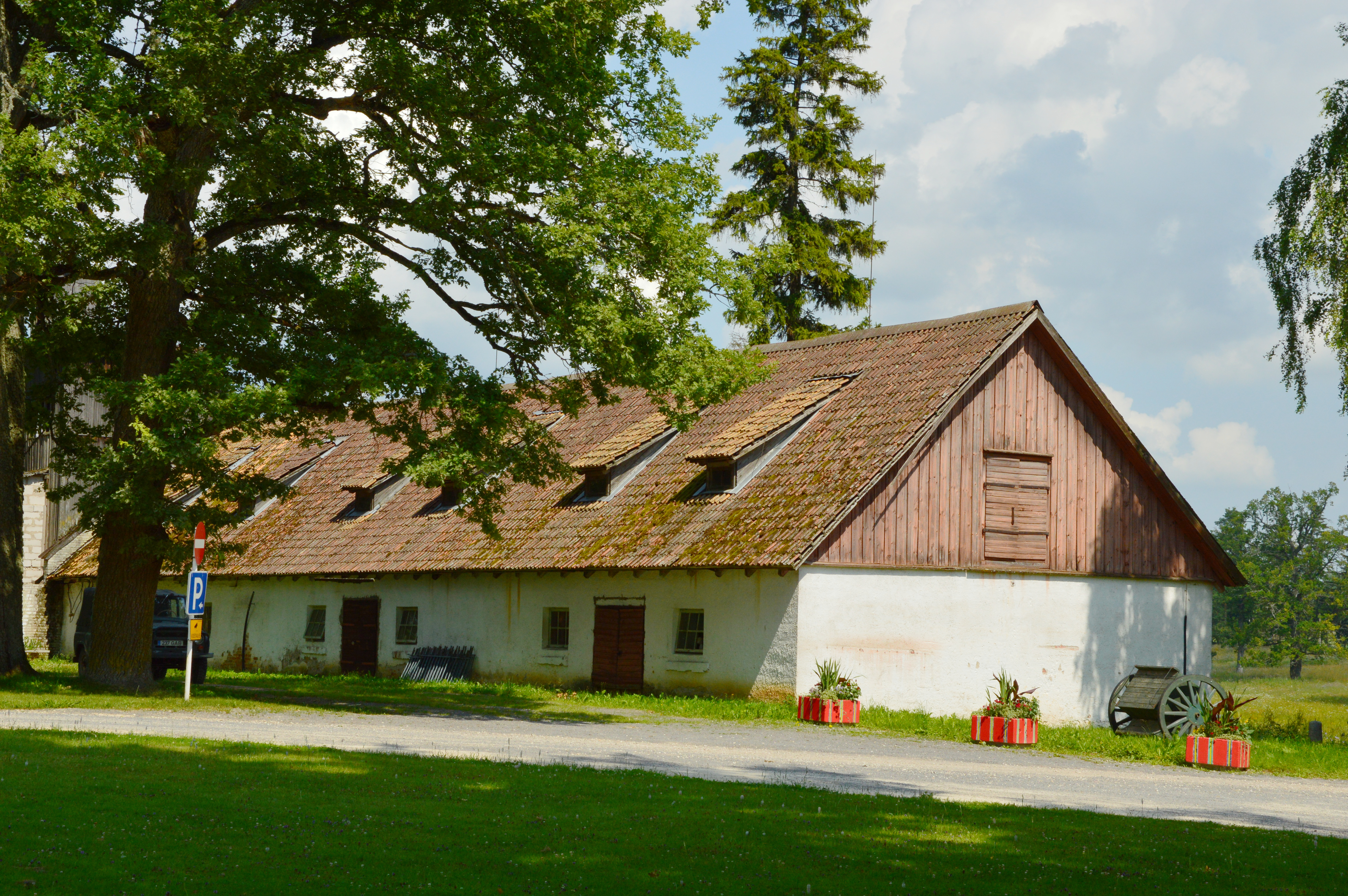
Амбар
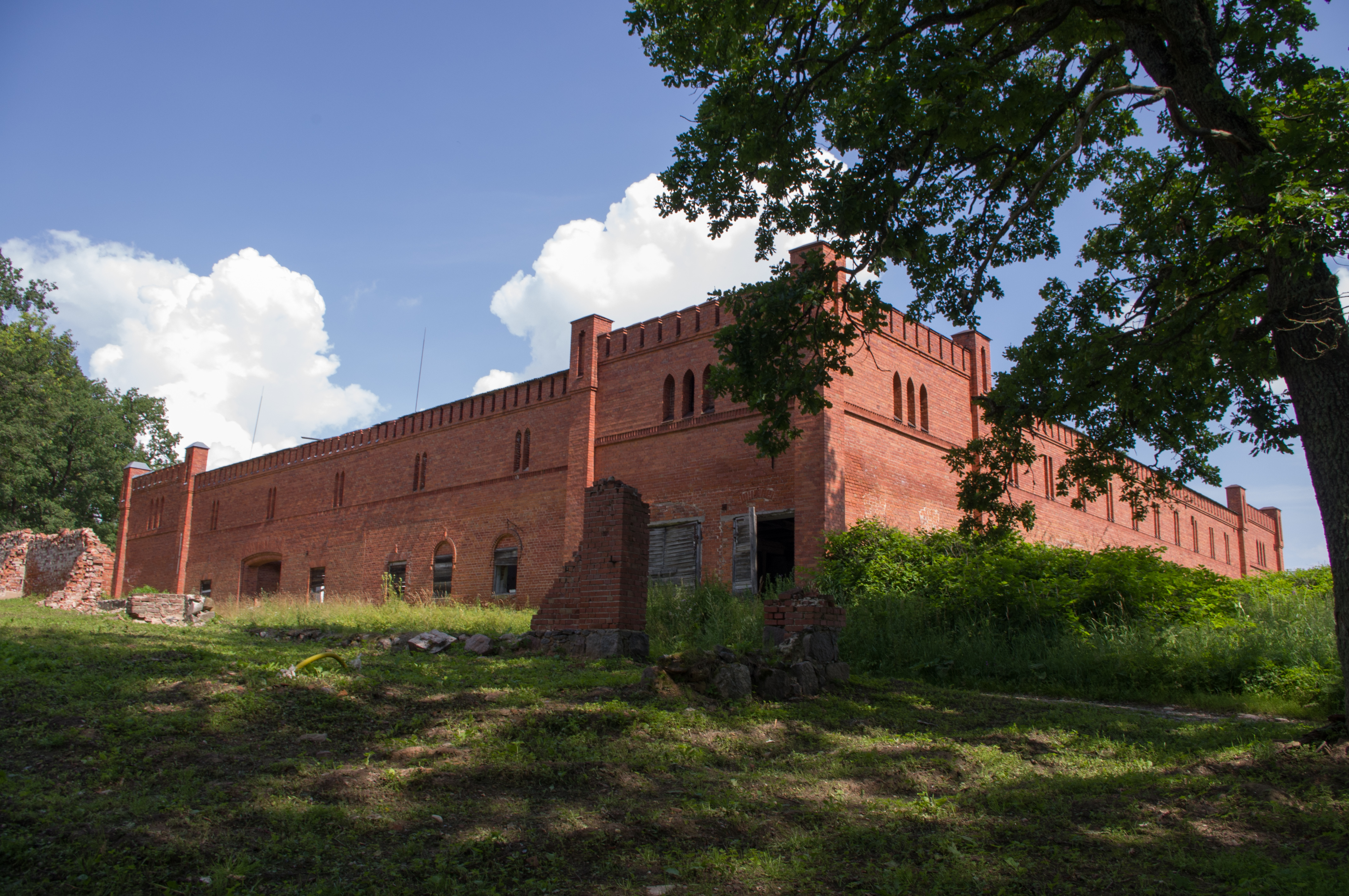
Конюшенный комплекс в 2014 году
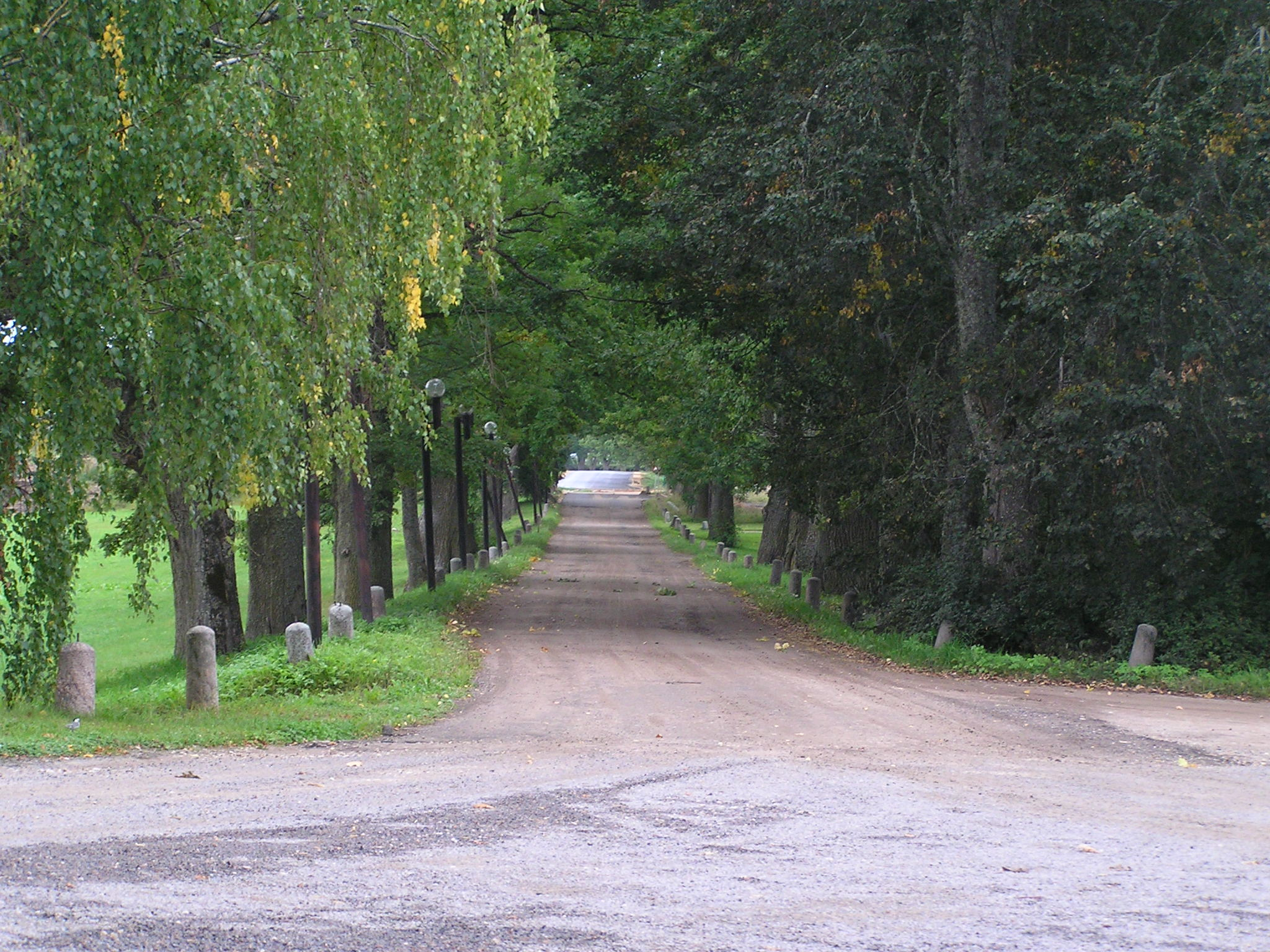
Дорожные ограждения
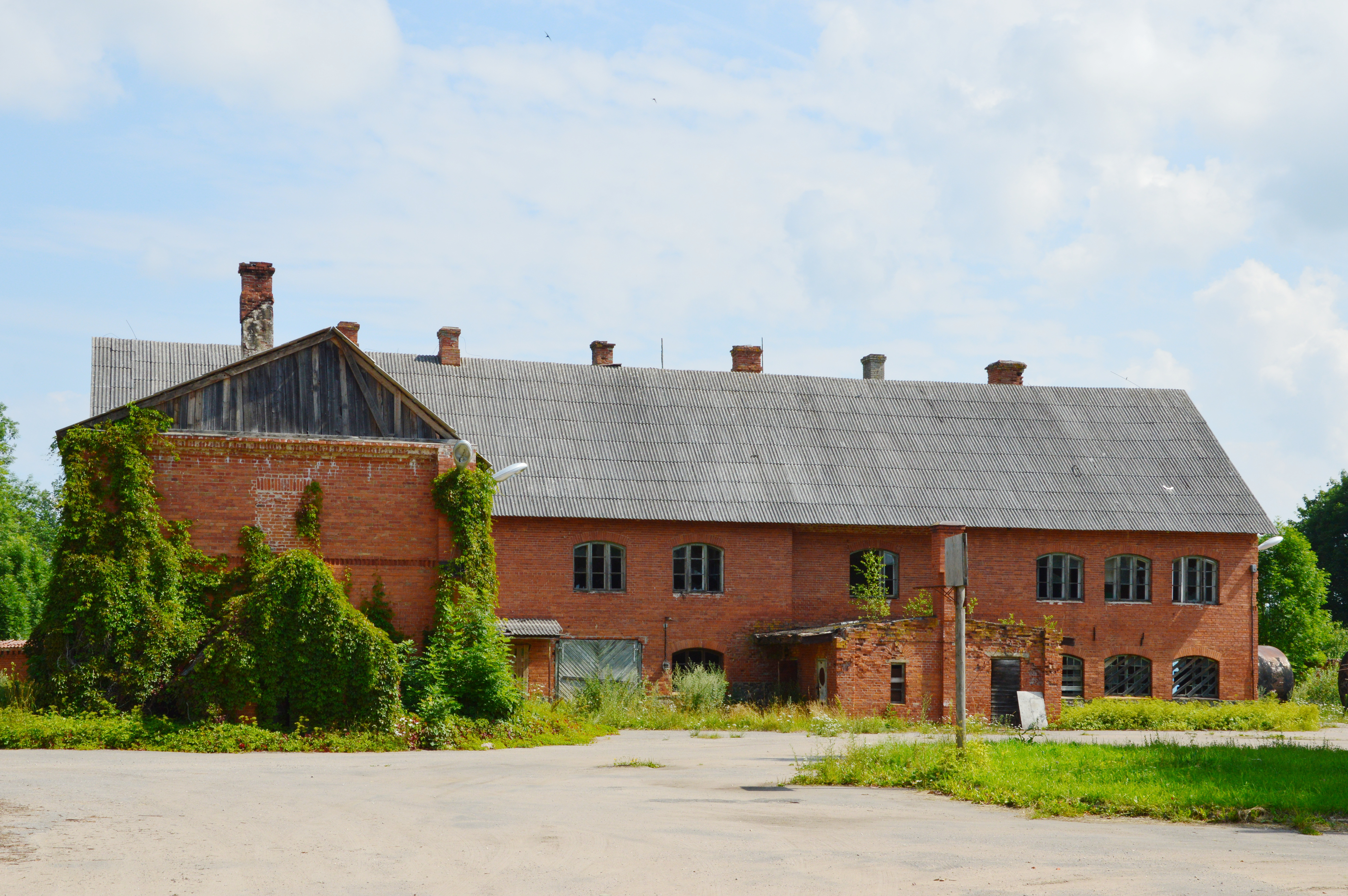
Маслобойня
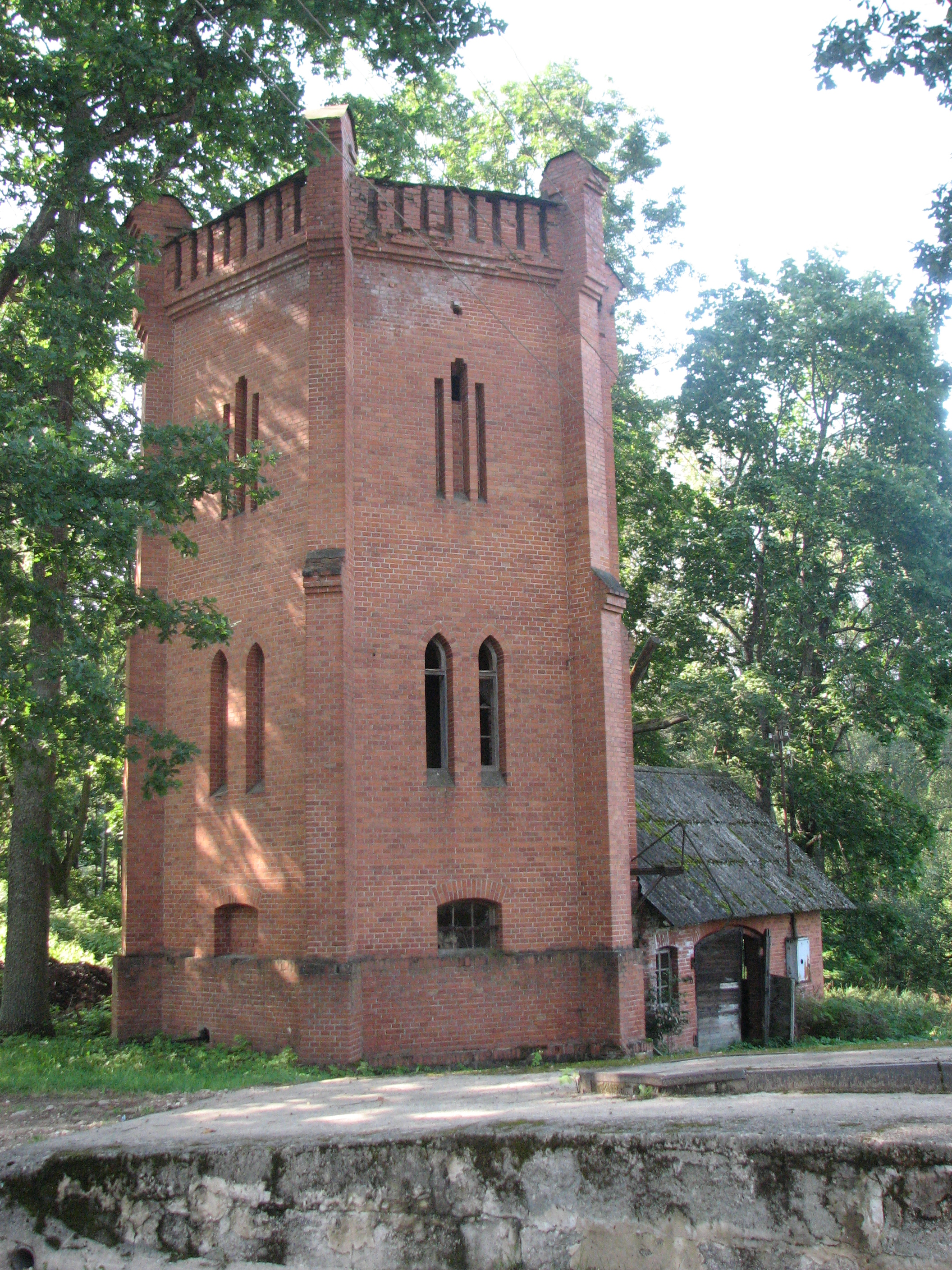
Водонапорная башня
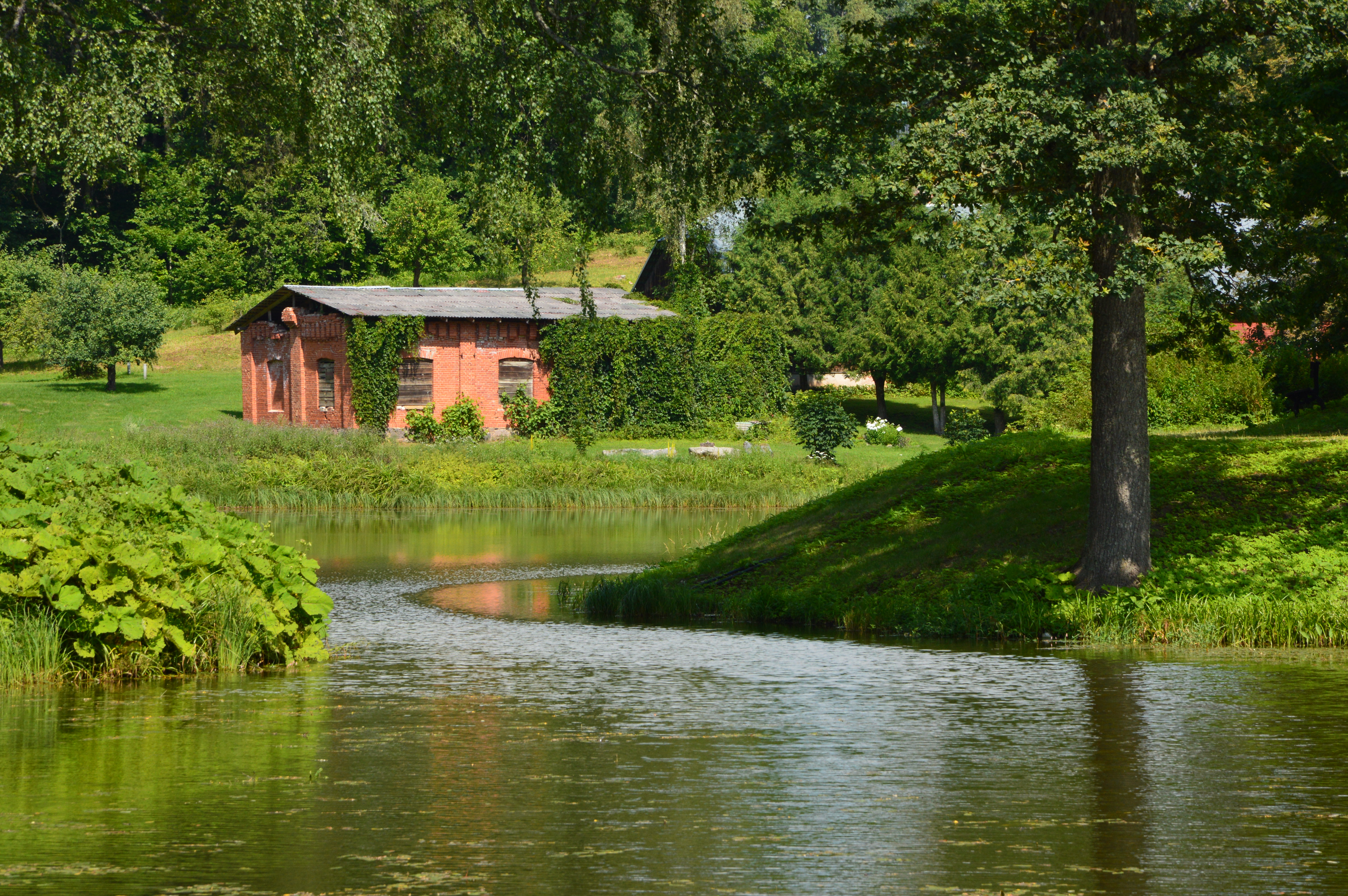
Домик для садовых инструментов